# Route der Industriekultur

Hinweisschild auf der Strecke. Direkt am Ankerpunkt wird dieser namentlich aufgeführt.

Die Route der Industriekultur ist ein Projekt des Regionalverbandes Ruhr (RVR) und verbindet als touristische Themenstraße die „wichtigsten und touristisch attraktivsten“ Industriedenkmäler des Ruhrgebiets. Die Auswahl der aufgezählten Stationen trifft der RVR.

## Allgemein

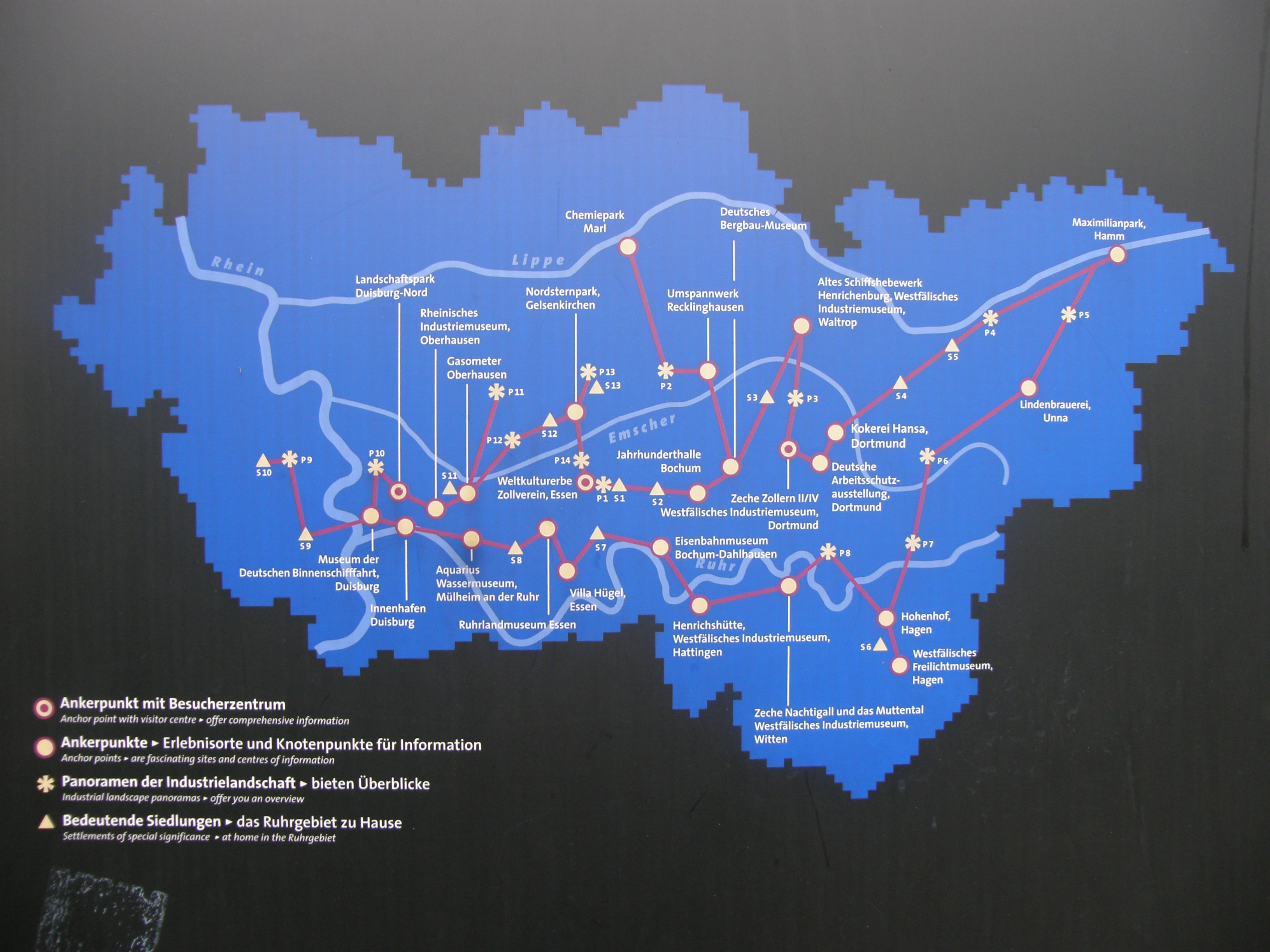
Karte der Route auf einer Informationsstelle vor Ort

Trotz der Bezeichnung Route der Industriekultur handelt es sich nicht um eine einzige Strecke, sondern um ein Netz, das Museen, Ausstellungen, Panorama-Aussichtspunkte und historisch bedeutsame Siedlungen miteinander verbindet. Die einzelnen Orte stellen die industriellen Entwicklungen der zurückliegenden Jahrhunderte im Ruhrgebiet dar. Hierbei dürfte es sich um das weltweit umfangreichste touristische Netzwerk zur Erschließung des industriekulturellen Erbes einer zusammenhängenden Region handeln.
Für Radfahrer gibt es ein gesondertes Wegenetz. Es ist eine etwa 400 km lange Ferienstraße ausgeschildert, die sämtliche Attraktionen einschließt. Das Netz umfasst insgesamt etwa 700 km Radweg im Rahmen der Route der Industriekultur per Rad. Ferner gibt es besondere Routen für Menschen mit Behinderungen sowie für Familien.
Regelmäßig überarbeitet der RVR die Stationen im Netzwerk, so werden Themenrouten erweitert oder korrigiert und neue Ankerpunkte eröffnet. Ende 2020 kam mit der Route Nr. 27 „Eisen & Stahl“ eine neue Themenroute hinzu. März 2021 wurde die Anzahl der Ankerpunkte auf 27 erhöht. Da sich das gesamte Netz durch das sehr dicht besiedelte Ruhrgebiet zieht, ist es sehr gut touristisch erschlossen und bietet eine sehr gute Infrastruktur, so wie eine hohe Dichte an Hotels, Jugendherbergen und Campingplätzen.
Mehr als sieben Millionen Besucher entdecken jedes Jahr die Geschichte des Ruhrgebiets entlang der Route. Allein der Zollverein zieht jährlich etwa 1,7 Millionen an.
Die Route der Industriekultur im Ruhrgebiet ist auch als sogenannte „Regionale Route“ Teil von „ERIH – European Route of Industrial Heritage“, der Europäischen Route der Industriekultur.

## Attraktionen
Zu den 56 Hauptattraktionen zählen

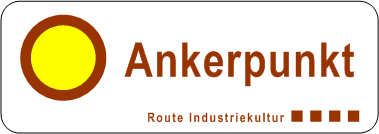
Ankerpunkte sind mit einem gelben Kreis mit braunem Rand gekennzeichnet

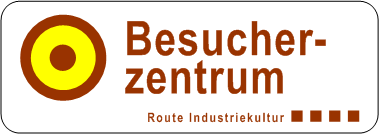
Das Besucherzentrum ist mit einem gelben Kreis mit braunem Rand und braunem Innenpunkt gekennzeichnet

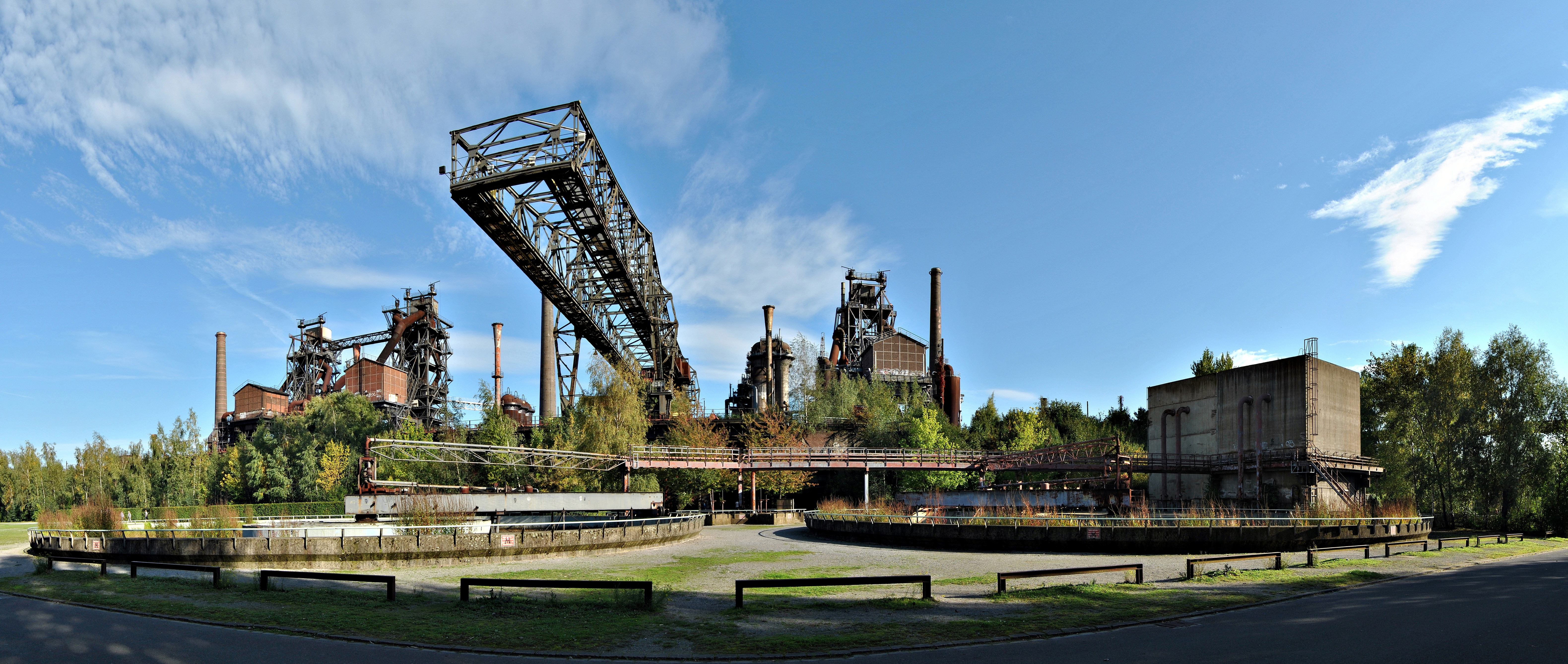
Panoramablick über den Landschaftspark Duisburg-Nord

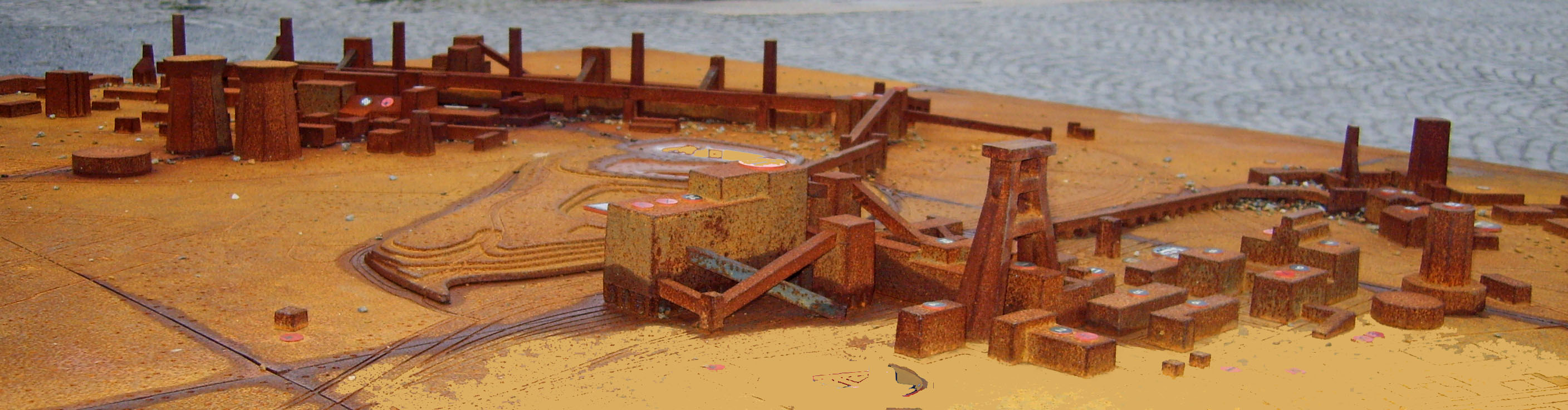
Panorama des Modells der Zeche Zollverein

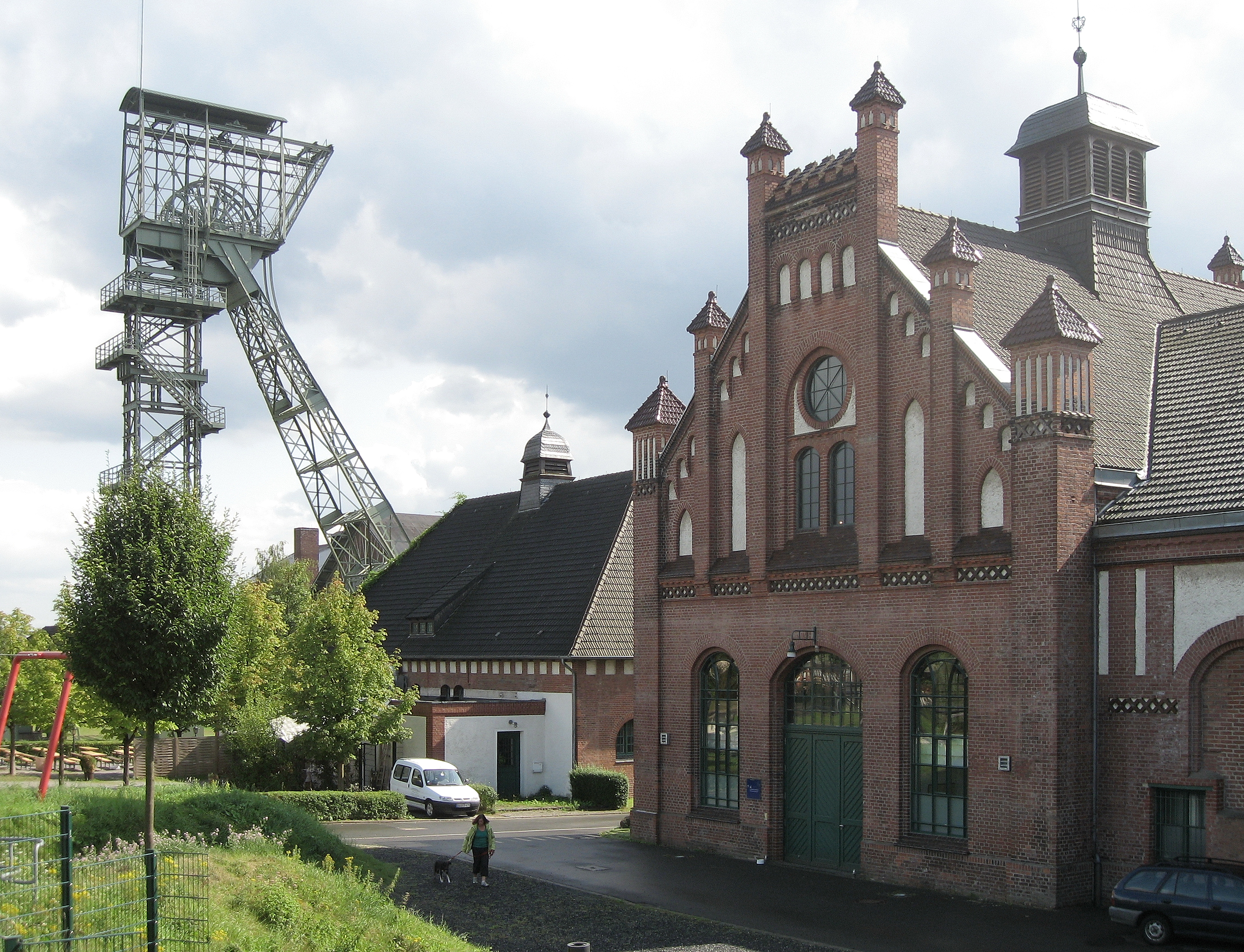
Zeche Zollern

- 27 Ankerpunkte, zu denen mehrere technik- und sozialgeschichtliche Museen gehören,
- 17 Aussichtspunkte mit Panoramablick in die Industrielandschaft und
- 13 bedeutende Arbeitersiedlungen.

Alle Ziele sind mit Auto, Bus und Bahn, aber auch mit dem Fahrrad oder zum Teil sogar per Motorboot gut zu erreichen. Auf die Hauptattraktionen wird durch braune Hinweisschilder mit weißer Schrift hingewiesen.

### Ankerpunkte und Besucherzentrum
Zentrales Besucherzentrum ist das Welterbe Zollverein in Essen. Es bietet mit dem „Portal der Industriekultur“ umfangreiche Informationsmöglichkeiten. Die Ankerpunkte sind Erlebnisorte und Knotenpunkte für Informationen. Aufzählung von West nach Ost:
- Zechenpark Friedrich Heinrich, Kamp-Lintfort (neu ab März 2021)[4]
- Museum der Deutschen Binnenschifffahrt, Duisburg
- Innenhafen Duisburg
- LVR-Industriemuseum Oberhausen, vorm. Rheinisches Industriemuseum (RIM)
- Landschaftspark Duisburg-Nord
- Gasometer Oberhausen
- Aquarius-Wassermuseum, Mülheim an der Ruhr
- St.-Antony-Hütte, Oberhausen (neu ab 2019[5])
- Villa Hügel, Essen
- Nordsternpark, Gelsenkirchen
- UNESCO-Welterbe Zeche Zollverein (Besucherzentrum) und Kokerei Zollverein, Essen
- Zeche Ewald, Herten (neu ab 2011)
- Chemiepark Marl
- Eisenbahnmuseum Bochum-Dahlhausen
- Henrichshütte, Hattingen
- Jahrhunderthalle Bochum
- Umspannwerk Recklinghausen
- Deutsches Bergbau-Museum Bochum
- LWL-Industriemuseum Zeche Nachtigall, Witten
- Schiffshebewerk Henrichenburg, Waltrop
- DASA – Arbeitswelt Ausstellung, Dortmund
- Kokerei Hansa, Dortmund
- Zeche Zollern II/IV, Dortmund
- Hohenhof, Hagen
- Westfälisches Freilichtmuseum Hagen
- Lindenbrauerei, Unna
- Maximilianpark, Hamm

### Panoramen

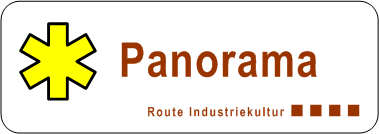
Symbol für die Panoramen

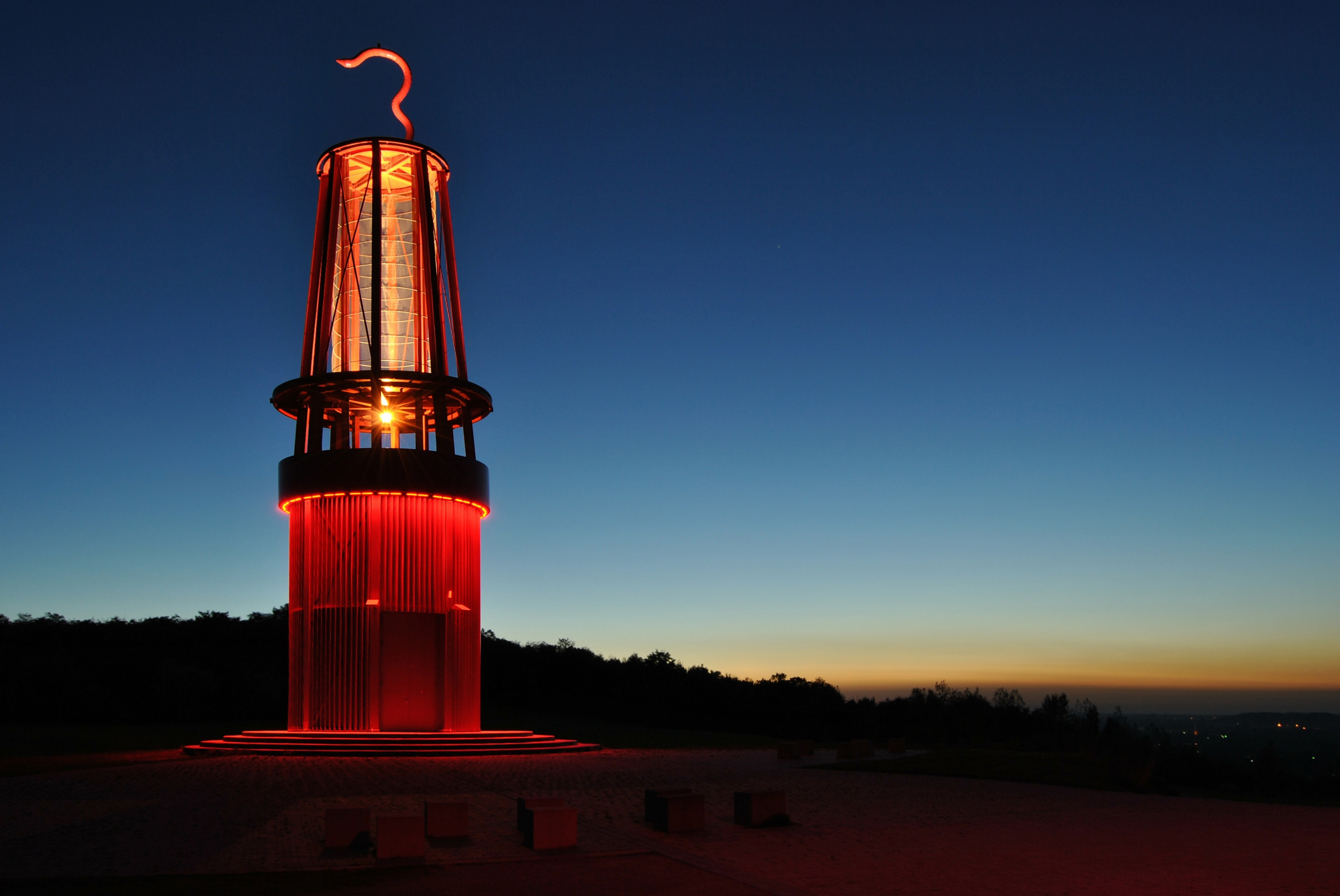
„Geleucht“ von Otto Piene auf der Halde Rheinpreußen, Moers

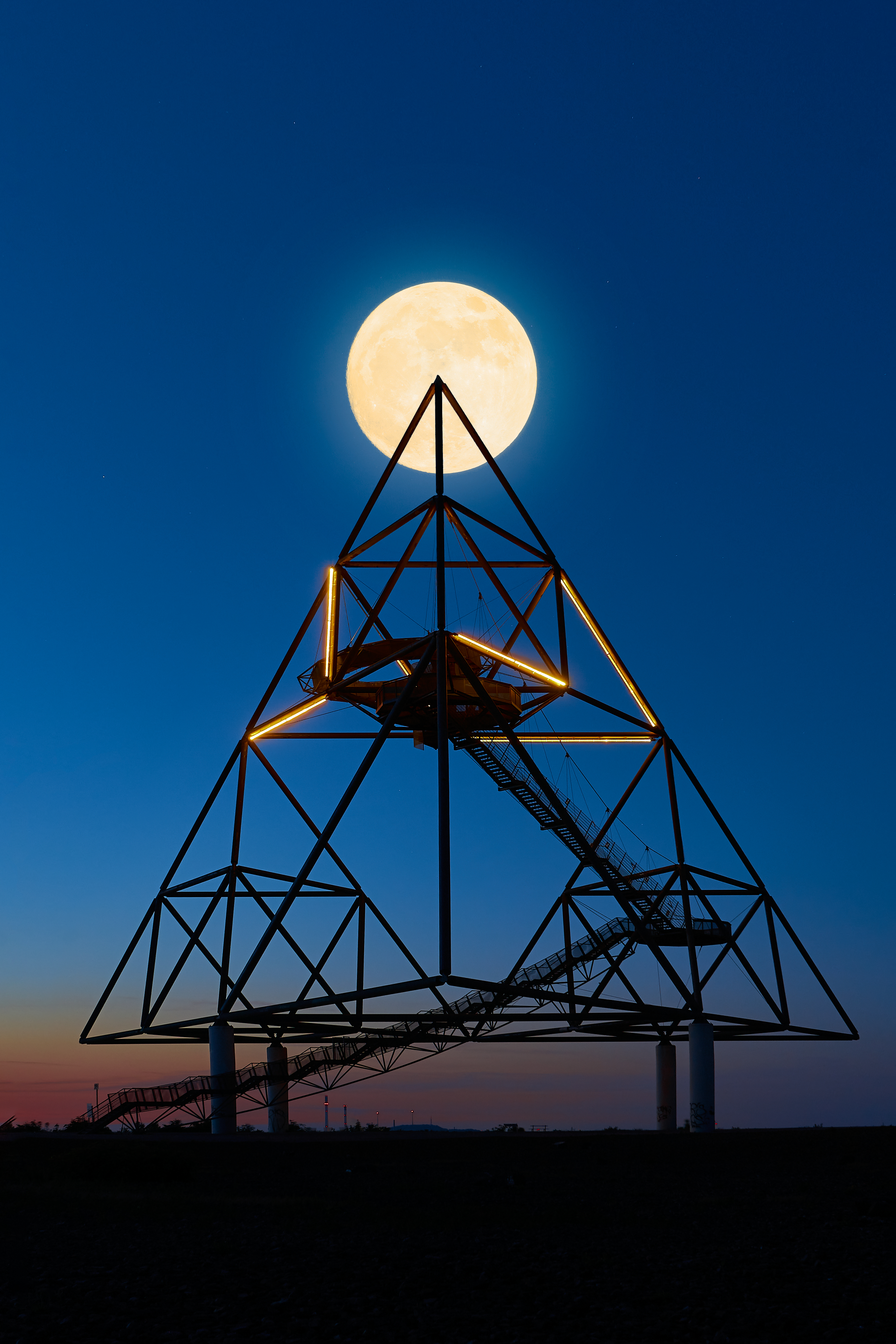
Tetraeder Bottrop

In der Themenroute 25 werden die Landmarken und Panoramen beschrieben, die häufig auf Halden oder anderen erhöhten Punkten liegen. Einige davon sind als neue Zeichen der Landmarken-Kunst gestaltet. Die 17 bedeutendsten werden als „Panoramen der Industrielandschaft“ besonders herausgestellt:
- Halde Rheinelbe, Gelsenkirchen
- Tippelsberg, Bochum (neu seit 2011)
- Landschaftspark Hoheward, Herten, Recklinghausen (neu seit 2011) mit den Halden Hoppenbruch/Hoheward
- Halde Schwerin, Castrop-Rauxel
- Halde Großes Holz, Bergkamen
- Kissinger Höhe, Hamm
- Fernsehturm Florian, Dortmund
- Hohensyburg, Dortmund
- Berger-Denkmal, Witten
- Tiger & Turtle, Duisburg
- Halde Rheinpreußen, Moers
- Halde Pattberg, Moers
- Alsumer Berg, Duisburg
- Halde Haniel, Bottrop
- Tetraeder, Bottrop
- Halde Rungenberg, Gelsenkirchen
- Schurenbachhalde, Essen

### Siedlungen

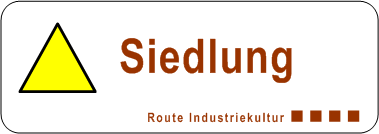
Symbol für die Siedlungen

Eisenheim vor 1910

In der Themenroute 19 sind zahlreiche Arbeitersiedlungen aufgeführt. Davon sind 13 Siedlungen als besonders bedeutend herausgestellt:
- Flöz Dickebank, Gelsenkirchen
- Dahlhauser Heide, Bochum
- Teutoburgia, Herne-Börnig
- Alte Kolonie Eving, Dortmund
- Ziethenstraße der Zeche Preußen, Lünen
- Lange Riege, Hagen-Eilpe
- Altenhof II, Essen
- Margarethenhöhe, Essen
- Siedlung Rheinpreußen, Duisburg
- Alt-Siedlung Friedrich-Heinrich, Kamp-Lintfort
- Siedlung Eisenheim, Oberhausen
- Gartenstadt Welheim, Bottrop
- Siedlung Schüngelberg, Gelsenkirchen

### Themenrouten

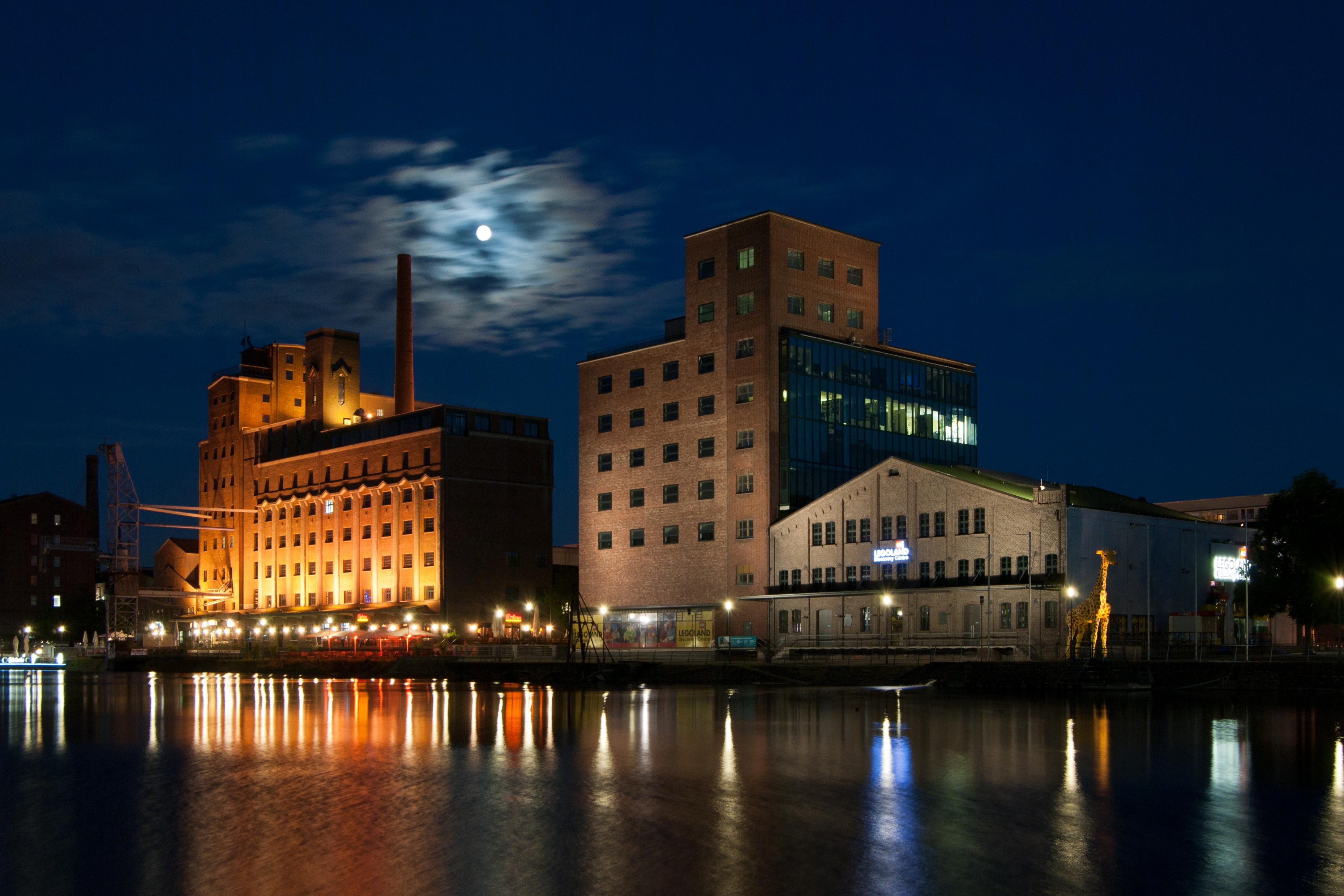
1: Duisburg: Stadt und Hafen: Der Duisburger Innenhafen bei Nacht

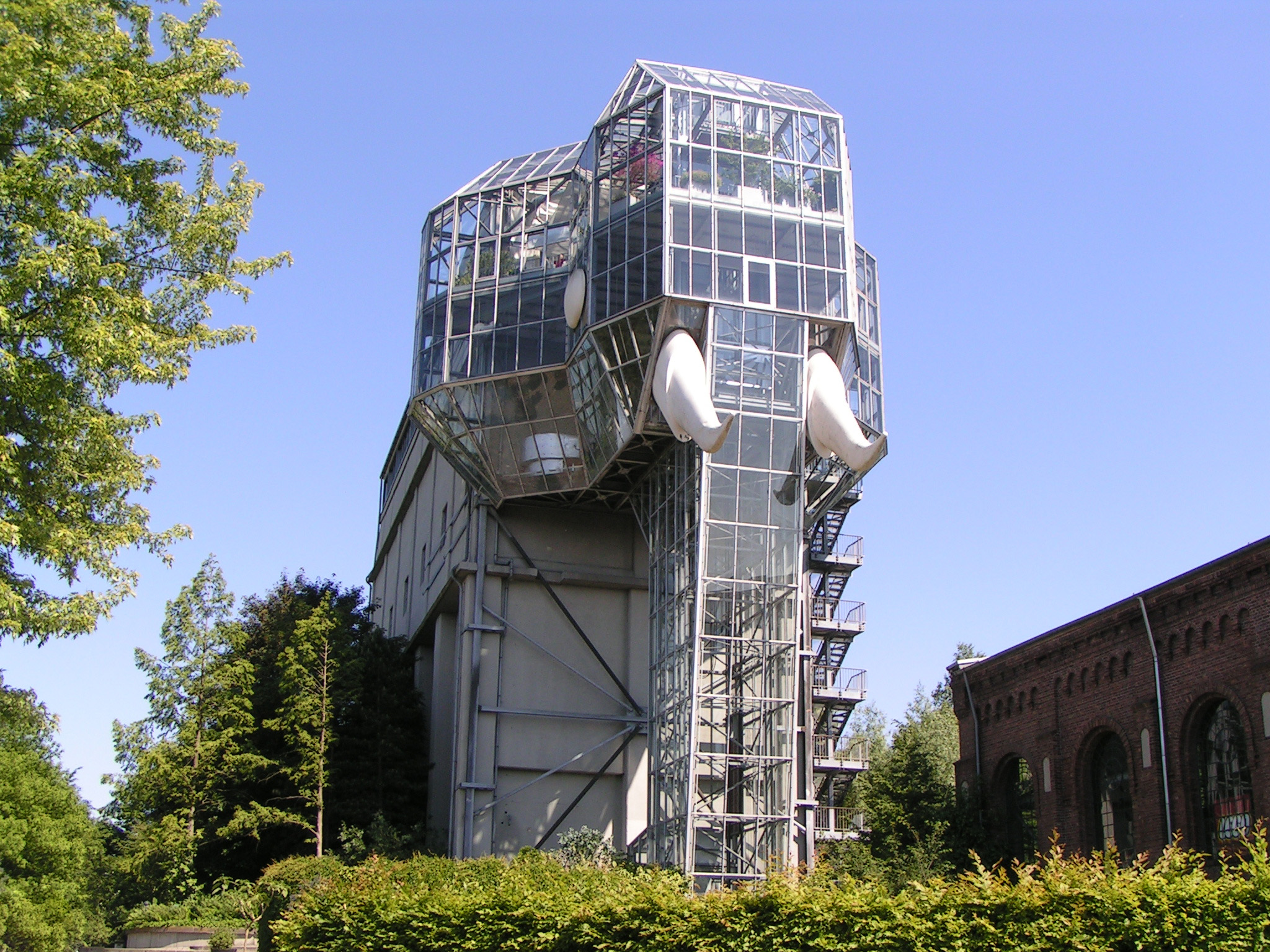
7: Industriekultur an der Lippe: Der Glaselefant im Maximilianpark, Hamm

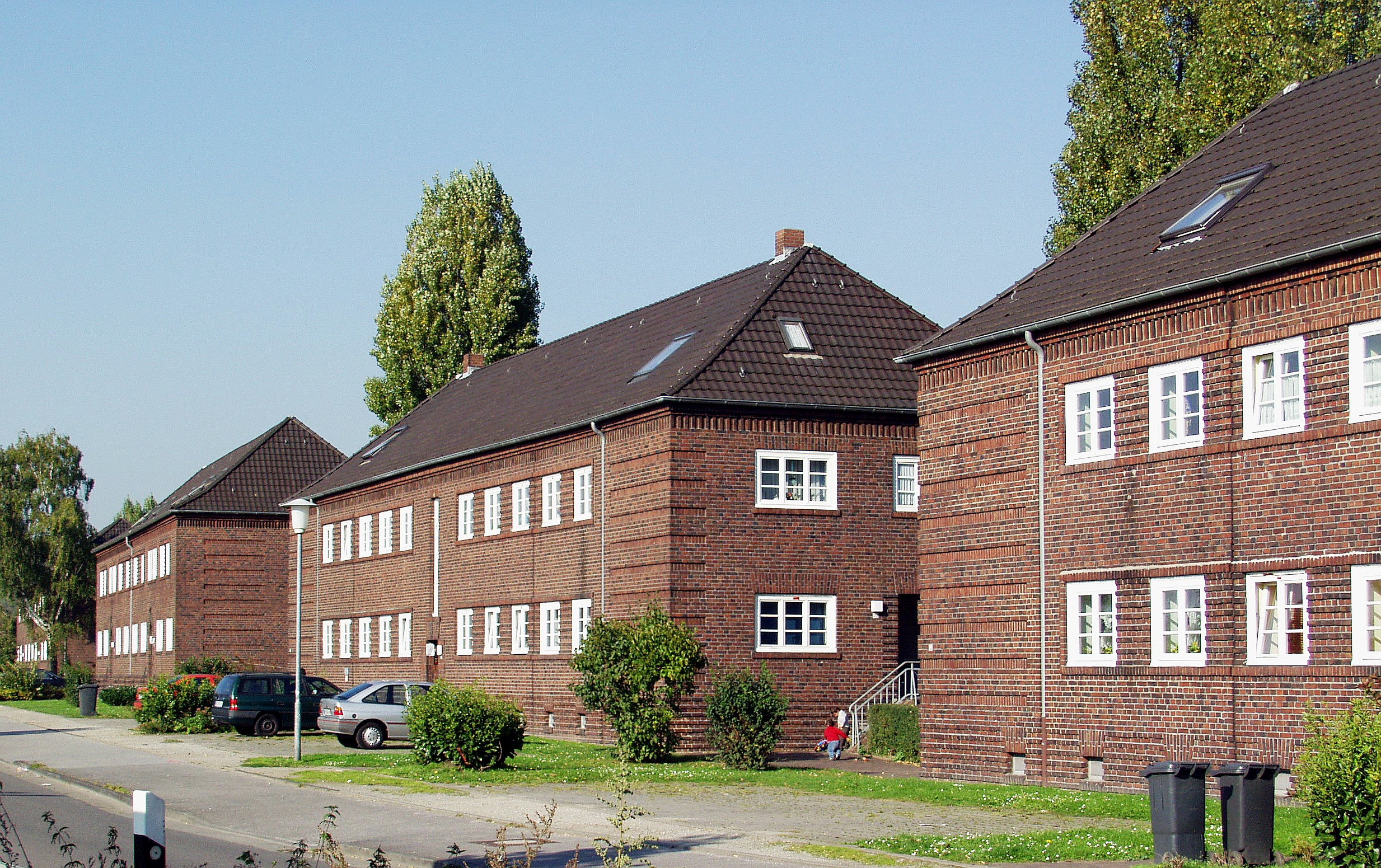
17/19: Arbeitersiedlungen: Die Siedlung Repelen

Von den Ankerpunkten gehen Themenrouten aus, die Hintergründe und Einblicke in vielfältige Aspekte der Industriekultur und -geschichte des Ruhrgebietes vermitteln. Die Themenrouten führen zu über 900 Industrie- und Technikdenkmälern, geben aber viele weitere Tipps zu noch mehr Standorten:
1. Duisburg: Stadt und Hafen
2. Industrielle Kulturlandschaft Zollverein
3. Duisburg: Industriekultur am Rhein
4. Oberhausen: Industrie macht Stadt
5. Krupp und die Stadt Essen
6. Dortmund: Dreiklang Kohle, Stahl und Bier
7. Industriekultur an der Lippe
8. Erzbahn-Emscherbruch
9. Industriekultur an Volme und Ennepe
10. Sole, Dampf und Kohle
11. Frühe Industrialisierung
12. Geschichte und Gegenwart der Ruhr
13. Auf dem Weg zur blauen Emscher
14. Kanäle und Schifffahrt
15. Bahnen im Revier
16. Westfälische Bergbauroute
17. Rheinische Bergbauroute
18. Chemie, Glas und Energie
19. Arbeitersiedlungen
20. Unternehmervillen
21. Brot, Korn und Bier
22. Mythos Ruhrgebiet
23. Parks und Gärten
24. Industrienatur
25. Panoramen und Landmarken
26. Sakralbauten
27. Route der Industriekultur – Eisen & Stahl[6]
28. Wasser: Werke, Türme und Turbinen
29. Bochum – Industriekultur im Herzen des Reviers
30. Route der Industriekultur – Gelsenkirchen[7]
31. Route der Industriekultur – Route Industriekultur und Bauhaus[8]
32. Route der Industriekultur – Mitbestimmung[9]

Nachdem im Mai 2013 mit der Route „Sakralbauten“ erstmals seit mehreren Jahren eine neue Themenroute vom RVR veröffentlicht worden war, kam Ende März 2014 das Thema „Bochum“ hinzu; gleichzeitig wurden drei weitere neue Routen angekündigt. Im Januar 2016 wurde die Route „Wasser“ mit Standorten gefüllt, im Oktober 2019 die Route „Industriekultur und Bauhaus“ veröffentlicht (entstanden durch eine Recherche im Rahmen des Programms „Bauhaus im Westen“ zum 100-jährigen Jubiläum des Bauhauses). Zuletzt wurde im Dezember 2020 die Route „Eisen & Stahl“ online gestellt. Die Route „Gelsenkirchen“ befindet sich noch in der Vorbereitung, gleichzeitig werden viele Routen neu überarbeitet.